# Tepidimicrobium ferriphilum
Tepidimicrobium ferriphilum è una specie di batterio appartenente alla famiglia delle Clostridiaceae.